# Cyanocorax heilprini
Cyanocorax heilprini е вид птица от семейство Вранови (Corvidae).

## Разпространение
Видът е разпространен в Бразилия, Венецуела и Колумбия.